# Universal Mind Control
Albums de Common
Thisisme Then: The Best of Common
(2007) Go! Common Classics
(2010)
Singles
1. Universal Mind Control
Sortie : 1er juillet 2008
2. Announcement
Sortie : 1er juillet 2008

Universal Mind Control est le huitième album studio de Common, sorti le 9 décembre 2008.
Devant initialement sortir le 24 juin 2008 sous le titre Invincible Summer, l'opus a été repoussé au 30 septembre en raison de la sortie de Wanted : Choisis ton destin, film dans lequel joue Common. Cependant, le 10 septembre 2008, il a été annoncé que le titre serait modifié pour Universal Mind Control et la date de sortie fixée au 11 novembre 2008. Finalement, la sortie a été repoussée au 9 décembre 2008.
Le premier single de l'album, intitulé Universal Mind Control, a été officiellement publié le 1er juillet 2008 sur le iTunes Store américain sur le Announcement EP. La chanson est un duo avec Pharrell Williams qui l'a d'ailleurs produite. L'Announcement EP contient un autre titre, Announcement, également produit par Pharrell.
Le clip d'Universal Mind Control a été tourné en septembre 2008 par Hype Williams
En 2010, l'album a été nommé pour le Grammy Award du « meilleur album rap » qui a été remporté par Eminem pour Relapse.
Universal Mind Control s'est classé 1er au Top Rap Albums, 4e au Top R&B/Hip-Hop Albums et 12e au Billboard 200.

## Liste des titres
| No  | Titre                                                                        | Auteur                                                 | Contient un (des) sample(s) de                                                 | Durée |
| --- | ---------------------------------------------------------------------------- | ------------------------------------------------------ | ------------------------------------------------------------------------------ | ----- |
| 1.  | Intro/Universal Mind Control (featuring Pharrell – Produit par The Neptunes) | Lonnie Rashid Lynn, Pharrell Williams, Chad Hugo       | No Knock de Gil Scott-Heron Starski Live at the Disco Fever de Lovebug Starski | 3:34  |
| 2.  | Punch Drunk Love (The Eye) (featuring Kanye West – Produit par The Neptunes) | Lynn, Williams, Hugo, Kanye West                       |                                                                                | 4:15  |
| 3.  | Make My Day (featuring Cee Lo Green – Produit par Mr. DJ)                    | Lynn, Thomas Callaway, Dukes of Daville, J. Bowden, J. |                                                                                | 3:59  |
| 4.  | Sex 4 Suga (Produit par The Neptunes)                                        | Lynn, Williams, Hugo                                   | Tell Me Why des Five Stairsteps                                                | 4:03  |
| 5.  | Announcement (featuring Pharrell – Produit par The Neptunes)                 | Lynn, Williams, Hugo                                   | Blues and Pants de James Brown Unbelievable de The Notorious B.I.G.            | 3:46  |
| 6.  | Gladiator (featuring Pharrell – Produit par The Neptunes)                    | Lynn, Williams, Hugo                                   |                                                                                | 4:07  |
| 7.  | Changes (featuring Muhsinah et Omoye Assata Lynn – Produit par Mr. DJ)       | Lynn, Sheats, Bowden                                   |                                                                                | 3:58  |
| 8.  | Inhale (Produit par The Neptunes)                                            | Lynn, Williams, Hugo, Raymond Harris                   |                                                                                | 3:12  |
| 9.  | What a World (featuring Chester French – Produit par The Neptunes)           | Lynn, Williams, Hugo                                   |                                                                                | 3:58  |
| 10. | Everywhere (featuring Martina Topley-Bird – Produit par Aramis)              | Lynn, Sheats, Martina Topley-Bird                      |                                                                                | 3:15  |

| 11. | Break My Heart (Live) (Produit par Kanye West) | Lynn, West | 3:27 |

| 12. | Punch Drunk Love (Booty Shake Remix) (featuring Pharrell – Produit par The Neptunes) | Lynn, Williams, Hugo | 4:33 |